# 尼泊尔谷精草
尼泊尔穀精草（拉丁語：Eriocaulon nepalense），又名莲花池穀精草，为谷精草科谷精草属下的一个种。

## 扩展阅读
- 維基物種上的相關：尼泊尔榖精草